# カザフスタンの首相
カザフスタンの首相（カザフスタンのしゅしょう）は、カザフスタンの政府の長たる首相。

## カザフスタンの首相一覧

### キルギス自治社会主義ソビエト共和国 (1920–1925)
人民委員会議議長
- 1 Viktor Radus-Zenkovich (1920年10月12日 – 1921年)
- 2 Muhammed Murzagaliyev (1921年 – 1922年9月)
- 3 Saken Seyfullin (1922年9月 – 1924年10月)
- 4 ヌィグメト・ヌルマコフ (1924年10月 – 1925年2月19日)

### カザフ自治社会主義ソビエト共和国 (1925–1936)
人民委員会議議長
- 5 ヌィグメト・ヌルマコフ (1925年2月19日 – 1928年5月)
- 6 Uraz Isayev (1928年5月 – 1936年12月5日)

### カザフ・ソビエト社会主義共和国 (1936–1991)
人民委員会議議長
- 7 Uraz Isayev (1936年12月5日 – 1937年9月)
- 8. Ibragim Tazhiyev (1937年9月 – 1938年7月17日)
- 9  Nurtas Undasynov (1938年7月17日 – 1946年3月15日)

閣僚会議議長
- 10. Nurtas Undasynov (1946年3月15日 – 1954年3月24日)
- 11  Elubai Taibekov (1954年3月24日 – 1955年3月31日)
- 12. ディンムハメッド・クナーエフ (1955年3月31日 – 1960年1月20日) (1期目)
- 13 Zhumabek Tashenev (1960年1月20日 – 1961年1月6日)
- 14 Salken Daulenov (1961年1月6日 – 1962年9月13日)
- 15  Masymkhan Beysembayev (1962年9月13日 – 1962年12月26日) (1期目)
- 16. ディンムハメッド・クナーエフ (1962年12月26日 – 1964年12月7日) (2期目)
- 17. Masymkhan Beysembayev (1964年12月7日 – 1970年3月31日) (2期目)
- 18. Bayken Ashimov (1970年3月31日 – 1984年3月22日)
- 19 ヌルスルタン・ナザルバエフ (1984年3月22日 – 1989年7月27日)
- 20. Uzakbay Karamanov (1989年7月27日 – 1990年11月20日)

首相
- 21 Uzakbay Karamanov  (1990年11月20日 – 1991年10月14日)

### カザフスタン共和国 (1991–現在)
カザフスタンの独立（1991年12月16日）の時点で、セルゲイ・テレシチェンコが首相だった。
      People's Union of Kazakhstan Unity / オタン / ヌル・オタン / アマナト
      無所属
| N    | #  | 肖像          | 氏名                         | 在任期間       | 在任期間                               | 政党                                          |
| ---- | -- | ------------- | ---------------------------- | -------------- | -------------------------------------- | --------------------------------------------- |
| 1    | 22 |               | セルゲイ・テレシチェンコ     | 1991年10月14日 | 1994年10月12日                         | 無所属                                        |
| 2    | 23 |               | アケジャン・カジェゲリディン | 1994年10月12日 | 1997年10月10日                         | People's Union of Kazakhstan Unity            |
| 3    | 24 |               | ヌルラン・バルギンバエフ     | 1997年10月10日 | 1999年10月1日                          | People's Union of Kazakhstan Unity            |
| 4    | 25 |               | カシムジョマルト・トカエフ   | 1999年10月1日  | 2002年1月28日                          | オタン                                        |
| 5    | 26 |               | イマンガリ・タスマガンベトフ | 2002年1月28日  | 2003年6月13日                          | オタン                                        |
| 6    | 27 |               | ダニヤル・アフメトフ         | 2003年6月13日  | 2007年1月10日                          | オタン (2003-2004) ↓ ヌル・オタン (2004-2007) |
| 7    | 28 |               | カリム・マシモフ             | 2007年1月10日  | 2012年9月24日                          | ヌル・オタン                                  |
| 8    | 29 |               | セリク・アフメトフ           | 2012年9月24日  | 2014年4月2日                           | ヌル・オタン                                  |
| 9    | 30 |               | カリム・マシモフ             | 2014年4月2日   | 2016年9月8日                           | ヌル・オタン                                  |
| 10   | 31 |               | バクィトジャン・サギンタエフ | 2016年9月8日   | 2019年2月21日                          | ヌル・オタン                                  |
| 代行 | 32 |               | アスカル・マミン             | 2019年2月21日  | 2019年2月25日                          | ヌル・オタン                                  |
| 11   | 33 | 2019年2月25日 | アスカル・マミン             | 2022年1月5日   |                                        | ヌル・オタン                                  |
| 代行 | 34 |               | アリハン・スマイロフ         | 2022年1月5日   | 2022年1月11日                          | ヌル・オタン                                  |
| 12   | 35 | 2022年1月11日 | アリハン・スマイロフ         | 2024年2月5日   | ヌル・オタン (2022) ↓ アマナト (2022-) |                                               |
| 代行 | 36 |               | ロマン・スクリャール         | 2024年2月5日   | 2024年2月6日                           | アマナト                                      |
| 13   | 37 |               | オルジャス・ベクテノフ       | 2024年2月6日   | （現職）                               | アマナト                                      |